# Cástor Méndez Brandón
Cástor Méndez Brandón (Celanova, Galícia, 1870 - [...?]) fou un escriptor i baríton gallec.
Dotat d'una bella veu de baríton, fou un panegirista i divulgador de la música gallega, culminant aquesta tasca seva en una conferència que donà en l'Ateneu Científic i Literari de Madrid el 1908, la qual recollí en un volum que publicà el mateix any amb el títol de Canciones y poesies gallegas, en el qual també recollia les seves primícies com a poeta cultivador de la llengua vernacle.
Després donà a la llum altres llibres, en els que recollí gran nombre de treballs originals seus, entre ells els que porten per títol Frangullas (Ourense, 1910) i Celanoverias (Madrid, 1913).